# Thilo von Debschitz

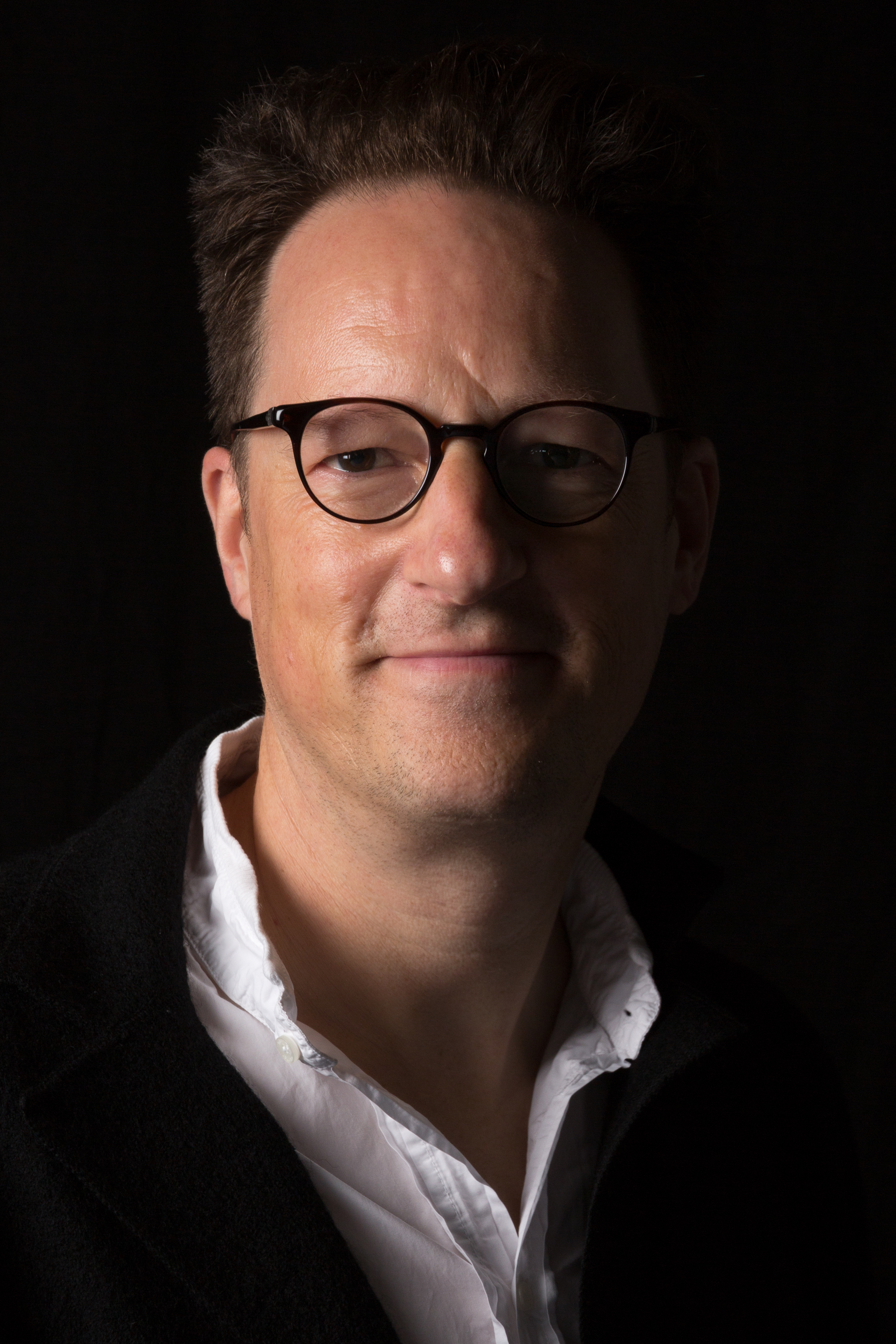
Thilo von Debschitz (2017)

Thilo von Debschitz (* 3. Februar 1966 in Offenbach am Main) ist ein deutscher Designer und Autor.
Er ist verheiratet, Vater von zwei Töchtern  und ist das zweite von vier Kindern des evangelischen Pfarrers Eckhard von Debschitz (* 1936) und der Theologin Elisabeth Bergmann (* 1937).

## Leben und Werk
Nach der Schulzeit in Offenbach am Main und dem Zivildienst in Wiesbaden studierte von Debschitz Kommunikationsdesign an der Fachhochschule Wiesbaden. Er schloss das Studium als Diplom-Designer ab und arbeitete danach bei verschiedenen Werbe- und Designagenturen. 1997 gründete er gemeinsam mit Laurenz Nielbock die Designagentur Q in Wiesbaden, die für ihre Arbeiten nationale und internationale Preise erhalten hat. Er lebt und arbeitet in Wiesbaden.
Von Debschitz ist auch Autor und Herausgeber von Büchern mit gestalterischem Schwerpunkt. 2006 erschien anlässlich der Ausstellung „Kunstcountdown“ in den Opelvillen Rüsselsheim der gleichnamige Band über Holzskulpturen mit Fußballbezug von Sandra und Uwe Fischer. Von Debschitz initiierte mit Bernd Müller die Aktion, gab das Buch heraus und gestaltete es. Zum deutschen Fotografen Frank Kunert gab Thilo von Debschitz zwei Kunstbände heraus. Der erste Band „Verkehrte Welt“ erhielt den Deutschen Fotobuchpreis 2009.
Gemeinsam mit seiner Schwester Uta von Debschitz machte Thilo von Debschitz das Werk des populärwissenschaftlichen Autors Fritz Kahn wieder sichtbar. 2009 erschien die erste Monografie zu Kahn unter dem Titel Fritz Kahn / Man Machine. Das US-amerikanische Magazin Fast Company zählte die Monografie zu den besten Designbüchern des Jahres 2013, außerdem wurde „Fritz Kahn“ 2014 zum Wissensbuch des Jahres in der Kategorie „Ästhetik“ nominiert und in die offizielle Auswahl des TED Book Club aufgenommen.
Zum 100. Geburtstag des New Yorker Designers Joe Caroff publizierte von Debschitz im August 2021 einen Beitrag im deutschsprachigen Fachmedium Grafikmagazin sowie im Dezember 2021 einen Beitrag im britischen Designmagazin eye über Leben und Werk des Gestalters. Zu dieser Wiederentdeckung gab es Beiträge in deutschen Medien.
Von Debschitz Agentur setzte sich ab 2021 aus Gründen der besseren Lesbarkeit und höheren Funktionalität für die Schrift „Bierstadt“ ein.
Diese stand neben vier weiteren Schriften zur Wahl als Ersatz für die langjährige Microsoft-Standardschrift „Calibri“. Letztlich ging „Bierstadt“ tatsächlich als Siegerin aus dem Wettbewerb hervor.
Neben dem Historiker Gerard Groeneveld und dem Team des Jüdischen Museums Berlin war Thilo von Debschitz auch an der Wiederentdeckung und Präsentation des kreativen Nachlasses von Curt Bloch beteiligt. Groeneveld gab eine niederländische Buchpublikation heraus, Debschitz Agentur entwickelte in Zusammenarbeit mit Simone Bloch eine spendenfinanzierte Website über Leben und Werk Blochs. Für die Website erhielt das Team um Thilo von Debschitz gemeinsam mit Simone Bloch den Grimme Online Award 2024 und den European Design Award. Debschitz reaktivierte auch einen Kontakt zwischen der Familie Bloch und dem Jüdischen Museum Berlin.

## Zusätzliche Informationen
Von Debschitz wirkt in Wiesbaden im Kuratorium der Goldenen Lilie mit, einem Wettbewerb für unternehmerisches gesellschaftliches Engagement.
Von Debschitz ist seit 2017 Mitglied der Jury des internationalen Designwettbewerbs Red Dot Design Award.
Für das Hessische Ministerium für Soziales und Integration wirkte von Debschitz im Jahr 2018 als Jurymitglied des Wettbewerbs Hessischer Staatspreis Universelles Design mit.
Beim Designpreis Rheinland-Pfalz im Jahr 2020 war von Debschitz Sprecher der Jury. Außerdem ist er seit 2024 Mitglied der Jury des Institutes für Corporate Communication & Identity (CCI), das jährlich die digitalen und analogen Geschäfts- und Nachhaltigkeitsberichte der DAX-40-Unternehmen bewertet. Thilo von Debschitz tritt wiederholt als Sprecher bei Konferenzen auf, so bei TEDx, bei Graphic Matters in Breda oder beim Deutschen Designtag „DIVE“.
2012 erhielt von Debschitz zusammen mit seinem Geschäftspartner Laurenz Nielbock den Deutschen Bürgerpreis für besonderes ehrenamtliches Engagement als Unternehmer.
Als parteiloser Kandidat trat Thilo von Debschitz zur Oberbürgermeisterwahl von Wiesbaden im Jahr 2025 an. Im ersten Wahlgang am 9. März 2025 erreichte er (30,11 %) die Stichwahl gegen den Amtsinhaber Gert-Uwe Mende (37,7 %). In der Stichwahl am 30. März 2025 erzielte Thilo von Debschitz 41,188 % und unterlag damit dem Amtsinhaber.